# Le Sequestre
Le Sequestre è un comune francese di 1 610 abitanti situato nel dipartimento del Tarn nella regione dell'Occitania.

## Società

### Evoluzione demografica
Abitanti censiti